# Dixella clavulus
Dixella clavulus är en tvåvingeart som först beskrevs av Samuel Wendell Williston  1896.  Dixella clavulus ingår i släktet Dixella och familjen u-myggor. Inga underarter finns listade i Catalogue of Life.